# 75er Nationale Kreuzer
Der 75er Nationale Kreuzer ist ein Sportsegelbootstyp mit einer vorschriftsmäßig vermessenen Segelfläche von 75 m² Segelfläche. Er ist ein Langkieler mit S-Spanten, maximal 12,50 m Länge, 2,70 m Breite und einem Tiefgang von 1,50 m. Die Genua ist 65 m² groß und der Spinnaker bis zu 200 m². Seine Verdrängung beträgt 5,3 t.

## Geschichte
Die 75er nationale Kreuzerklasse ging auf eine Initiative des Deutschen Segler-Verbandes im Jahr 1911 zurück. Ursprünglich war sie für Küsten- und Seegebiete entworfen worden. Als Segelzeichen führt die Klasse das O. Bis in die Gegenwart sind 75er insbesondere auf dem Bodensee erhalten geblieben. So die am 16. Dezember 1912 vom Großherzoglich Badische Yachtclub Konstanz für 9900 Goldmark bei der Werft Abeking & Rasmussen als georderte „Föhn II“ mit der Segelnummer „0-5“. Mit ihrer großen Segelfläche sind sie ideal für dieses Leichtwindrevier geeignet. Die Holzyachten, meist aus Mahagoni und Teak, stellen einen Kompromiss zwischen Fahrten- und Rennyacht dar, da sie auch zweihand durchaus gut segelbar sind. Andererseits verlangen die bis zu 200 m² großen Spinnaker der Crew schon bei wenig Wind viel ab.